# Carlo Maria Sacripante
Pour les articles homonymes, voir Sacripante.
Carlo Maria Sacripante (né le 1er septembre 1689 à Rome, alors capitale des États pontificaux et mort le 4 novembre 1758 à Narni) est un cardinal italien du XVIIIe siècle.

## Biographie
Sacripante exerce des fonctions au sein de la Curie romaine, notamment auprès de la Chambre apostolique. Le pape Clément XII le crée cardinal lors du consistoire du 30 septembre 1739. Il participe au  conclave de 1740 lors duquel Benoit XIV est élu, et au conclave de 1759, lors duquel Clément XIII est élu.

### Sources
- (en) Fiche du cardinal sur le site de la FIU